# Elota

Położenie gminy Elota na mapie stanu Sinaloa

Elota – gmina Elota jedną z 18 gmin w meksykańskim stanie Sinaloa. Leży na wybrzeżau Pacyfiku nad Zatoką Kalifornijską. Siedzibą władz gminy jest miasteczko La Cruz. Położenie na wybrzeżu sprawia, że ma nizinny charakter a różnice w położeniu nad poziomem morza zawierają się w przedziale od 0 do 214 m n.p.m. (Casas Nuevas). Według spisu z 2005 roku ludność gminy liczyła 46 462 mieszkańców.
Gminę utworzono w 1917 roku decyzją gubernatora stanu Sinaloa.
Ludność gminy jest zatrudniona według ważności w następujących gałęziach: rolnictwie, hodowli, przemyśle, rybołówstwie, handlu i usługach turystycznych. 
Najczęściej uprawia się sorgo, kukurydzę, fasolę, ryż, krokosz i bawełnę oraz takie produkty ogrodnicze jak pomidory, chili,  oraz z drzew mango i papaję. 